# 레드스쿨
레드스쿨은 충청남도 금산군 진산면 지방리 장대울길 52에 소재해 있던 중고등 기숙형 대안학교였다. 2010년 3월에 개교하여 2024년 11월 30일부로 학교운영을 종료하였다.